# Viscomtat
Viscomtat é uma comuna francesa na região administrativa de Auvérnia-Ródano-Alpes, no departamento Puy-de-Dôme. Estende-se por uma área de 25,33 km². Em 2010 a comuna tinha 531 habitantes (densidade: 21 hab./km²).